# Хиллебранд, Уильям
Уильям Фрэнсис Хиллебранд (англ. William Francis Hillebrand; 12 декабря 1853 — 7 февраля 1925) — американский химик.

## Биография
Сын известного ботаника Вильгельма Хиллебранда. Образование получил в Корнельском университете, а затем в Германии в Гейдельбергском университете, где в 1875 году получил степень доктора философии. Затем, в течение двух семестров, работал с Робертом Бунзеном. Исследования церия, который он вместе с Томасом Нортоном впервые получили в 1872 году, положили начало его академической карьере.
В течение трёх семестров изучал органическую химию у Вильгельма Рудольфа Фиттига в Страсбургском университете, но, позднее перешел на факультет геохимии и металлургии Фрайбергской горной академии. Вернувшись в Соединенные Штаты в 1878 году, открыл лабораторию в Ледвилле, в 1879 году, затем работал химиком в Геологической службе США в 1880 году. В том же году его отправили в Денвер, чтобы основать химическую лабораторию для отдела разведки Скалистых гор. В течение пяти лет оставался руководителем этой лаборатории, затем был переведен в главную лабораторию в Вашингтоне. В 1909 году перешел в Национальный институт стандартов и технологий, где возглавил кафедру химии.
С 1892 по 1910 год был профессором общей химии и физики в Национальном фармацевтическом колледже; президент Американского химического общества в 1906 году; в 1908 году стал редактором Industrial & Engineering Chemistry Research. Автор нескольких книг по химическим предметам.
Его сын профессор английской литературы Гарольд Ньюкомб Хиллебранд (1887—1953).

## Исследования настурана
Во время анализа урансодержащего минерала настурана обнаружил, что выделяется газ. Спектроскопическими методами идентифицировал этот газ как азот. Несколько лет спустя, в 1895 году, Уильям Рамзай провел аналогичные эксперименты с урансодержащими минералами и с помощью аналогичных методов обнаружил, что этот газ представляет собой смесь аргона и гелия, которая до этого момента обнаруживалась только в короне звезд.
Повторное исследование Рамзая образцов Хиллебранда показало, что газ из настурана содержит большое количество азота.

## Работы
- Analyse der Silikat- und Karbonatgesteine . Engelmann, Leipzig 2nd German edition by Ernst Wilke-Dörfurt 1910 Digital edition by the University and State Library Düsseldorf